# Sailing (альбом)
Sailing (кор. 항해, Hanghae) — третій студійний альбом південнокорейського дуету брата і сестри AKMU. Він був випущений 25 вересня 2019 року через YG Entertainment. Усі тексти та музика треків були написані учасником Лі Чан Хеком. Альбом був підтриманий синглом «How Can I Love the Heartbreak, You're the One I Love», який потрапив на перше місце в Gaon Digital Chart і K-pop Hot. Sailing отримав загалом позитивні відгуки від музичних критиків, багато з яких похвалили стилістичний перехід AKMU від їхніх попередніх релізів до більш музичної зрілості.
У вересні 2017 року член АКМУ — Лі Чан Хюк — пішов на перерву, щоб пройти обов'язкову військову службу; він був звільнений у травні 2019 року 5 вересня 2019 року агентство AKMU YG Entertainment випустило постер із повідомленням про їх повернення через два роки і два місяці після Summer Episode в липні 2017 року. Наступного дня, оприлюднивши тизер-відео, YG Entertainment оголосили про вихід третього повноформатного альбому AKMU під назвою Sailing. 9 вересня YG Entertainment повідомили, що альбом вийде 25 числа, і оприлюднили тизерний постер.

## Критичний прийом
У статті для Korea JoongAng Daily Кім Юн Чжин написав, що AKMU «здійснює різкий поворот від яскравих та блискучих тонів, які характеризували їхню попередню музику». З текстами пісень, які обговорюють такі теми, як свобода, виражена через сентиментальні мелодії та акустичні звуки, Sailing — це альбом, який відображає глибину та зрілість". У рецензії альбому Пак Су Чжин ' IZM поставив чотиризіркову оцінку з п'яти і сказав, що «цей альбом повертає жанри та виражає їх без обмежень», а на завершення написав, що Sailing «буде вершиною розширення Спектр АКМУ». Тамар Герман з Billboard сказала, що «альбом містить пісні, які демонструють художній розвиток пари, досліджуючи різноманітні нові жанри, водночас включаючи їх виразно яскраве, душевне фолк-поп-звучання». Видання додатково поставило «How Can I Love the Heartbreak, You're the One I Love» під номером 7 у своєму списку 25 найкращих K-pop пісень 2019 року.

## Відзнаки
| Рік      | Церемонія нагородження                     | Категорія                           | Номінант                                               | Результат |
| -------- | ------------------------------------------ | ----------------------------------- | ------------------------------------------------------ | --------- |
| 2019 рік | 11-а премія Melon Music Awards             | Найкращий рок-трек                  | «Freedom»                                              | Номінація |
| 2019 рік | 21-а церемонія Mnet Asian Music Awards     | Найкраще вокальне виконання — група | «How Can I Love the Heartbreak, You're the One I Love» | Номінація |
| 2020 рік | 34-а премія «Золотий диск».                | Цифровий Десан                      | «How Can I Love the Heartbreak, You're the One I Love» | Номінація |
| 2020 рік | 34-а премія «Золотий диск».                | Цифровий бонсанг                    | «How Can I Love the Heartbreak, You're the One I Love» | Перемога  |
| 2020 рік | 9-а музична премія Gaon Chart Music Awards | Пісня року — вересень               | «How Can I Love the Heartbreak, You're the One I Love» | Перемога  |
| 2020 рік | 17-а премія Korean Music Awards            | Пісня року                          | «How Can I Love the Heartbreak, You're the One I Love» | Номінація |
| 2020 рік | 17-а премія Korean Music Awards            | Найкраща поп-пісня                  | «How Can I Love the Heartbreak, You're the One I Love» | Номінація |
| 2020 рік | 17-а премія Korean Music Awards            | Найкращий поп-альбом                | Sailing                                                | Номінація |

## Трек-лист
Авторів адаптовано з Melon та Apple Music.
Автор музики і слів Lee Chan-hyuk. 
| #     | Назва | Аранжування             | Тривалість |
| ----- | --- | ----------------------- | ---------- |
| 1.    | «Chantey» (뱃노래, Baennorae) | Jukjae                  | 2:18       |
| 2.    | «Fish In The Water» (물 만난 물고기, Mul mannan mulgogi) | Choi Ye-geun            | 3:36       |
| 3.    | «How Can I Love the Heartbreak, You're the One I Love» (어떻게 이별까지 사랑하겠어, 널 사랑하는 거지, Eotteoke ibyeolkkaji saranghagesseo, neol saranghaneun geoji) | Lee Hyun-young          | 4:50       |
| 4.    | «Moon» (달, Dal) | Jukjae                  | 4:02       |
| 5.    | «Freedom» | Lee Hyun-young          | 3:33       |
| 6.    | «Should've Loved You More» (더 사랑해줄걸, Deo saranghaejulgeol) | Choi Ye-geun            | 3:07       |
| 7.    | «Whale» (고래, Gorae) | Jukjae                  | 3:19       |
| 8.    | «Endless Dream, Good Night» (밤 끝없는 밤, Bam kkeudeomneun bam) | Denis Seo Shin Seung-ik | 3:00       |
| 9.    | «Farewell» (작별 인사, Jakbyeol insa) | Lee Su-hyun             | 3:28       |
| 10.   | «Let's Take Time» (시간을 갖자, Siganeul gatja) | Hong So-jin             | 3:42       |
| 34:55 | |                         |            |

## Продажі
| Регіон                | Продажі |
| --------------------- | ------- |
| Південна Корея (Гаон) | 10 531  |

## Історія випуску
| Регіон         | Дата                 | Формат                                                       | Лейбл |
| -------------- | -------------------- | ------------------------------------------------------------ | ----- |
| Різні          | 25 вересня 2019 року | CD\|[[Завантаження музики\|цифрове завантаження]\|стриминг}} | YG    |
| Південна Корея | 8 жовтня 2021 року   | LP                                                           | YG    |

## Нотатки
1. ↑  Sales figure as of October 2019.[14]